# العلاقات اليمنية الإيرانية
العلاقات اليمنية الإيرانية هي العلاقات الثنائية بين الجمهورية اليمنية والجمهورية الإسلامية الإيرانية العلاقات بين الدولتين منذ الثورة الإسلامية في عام 1979 كانت ودية، ومع ذلك، تضررت في السنوات الأخيرة لدعم الجمهورية الإسلامية للمتمردين الحوثيين الذين يشاركون في نزاع مسلح مع القوات الحكومية اليمنية. تتهم السلطات اليمنية بشكل متكرر إيران بتوفير التمويل والأسلحة إلى الشيعة الحوثيين المتمردين . ونشرت إيران الغواصات والسفن الحربية قبالة ساحل اليمن، في خليج عدن والبحر الأحمر، بدعوى مكافحة القرصنة، وقال علي أكبر ولايتي ان دم اليمنيين هوا دم الإيرانيين وقلب اليمني هوا قلب الإيراني.

## الحوثيين
اتهمت حكومة علي عبد الله صالح والحكومة السعودية إيران بدعم جماعة الحوثيين والتدخل في الشأن الداخلي اليمني وزعزعة استقرار البلاد  وأعلنت السلطات اليمنية في عام 2009 ضبطها لسفينة إيرانية محملة بالأسلحة لدعم الحوثيين نفت طهران الإتهامات ووصفت تصريحات الحكومة اليمنية بالكاذبة والمسئية على حد تعبير بيان السفارة الإيرانية بصنعاء فيما صرح عدد من رجال الدين الشيعة مثل مقتدى الصدر بدعمه للحوثيين ودعا وزير الخارجية اليمني أبو بكر القربي إيران إلى التوقف عن دعم الحوثيين في 13 ديسمبر 2009  وتنفي طهران دعمها للحوثيين عسكريا.

ينفي الحوثيون إتهامات الحكومة اليمنية، وقال يحيى الحوثي في لقاء مع صحيفة «تاغيس تساتونغ» الألمانية أن النظام اليمني يستعمل إيران لصرف الانتباه عن الدور السعودي في اليمن  ونفى في نفس اللقاء الإتهامات عن مطالبهم بإعادة الإمامة إلى وقال :
و اتهم محمد العريفي إيران كذلك ووصف السيستاني بالزنديق والكافر في خطبة بأحد مساجد الرياض مما أثار ردود فعل في إيران والعراق ولبنان
و أشارت برقية ويكيليكس الموسومة (09SANAA2186) إلى إمداد عناصر من الجيش العربي اليمني للحوثيين بالسلاح وجاء في نفس الوثيقة أن معرفة الأميركيين عن الحوثيين وأفكارهم وأعدادهم لا زالت ضئيلة، فلا يعرفون من إنضم للحركة إيمانا بأطروحاتها الدينية ومن إنضم إليهم من القبائل لأسباب أخرى متعلقة بالثارات القبلية وخصومة مع الحكومة اليمنية 

### العلاقة خلال وبعد ثورة الشباب
مع تفاقم الأوضاع في سورية وصدور تقارير وتحليلات عن احتمالية قرب سقوط نظام بشار الأسد، تحدث الرئيس اليمني عبد ربه منصور هادي عن تدخل إيراني في اليمن والقبض على خلايا تابعة لها في صنعاء أثناء زيارته للولايات المتحدة في سبتمبر 2012 وأعاد رئيس الأمن القومي العربي اليمني الجنرال علي حسن الأحمدي الإتهامات لطهران بدعم الحوثيين عسكرياً أواخر العام 2012 متهما طهران بمحاولة إيجاد موطئ قدم لها في اليمن لإدراكها بقرب سقوط نظام الأسد وفق معهد الدراسات الإستراتيجية لكلية جيش الولايات المتحدة الحربية (بالإنجليزية: United States Army War College)‏ ، فإن الولايات المتحدة تعي احتمالية تدخل إيراني ولكن حتى اللحظة لم تقدم الحكومات اليمنية سواء بقيادة علي عبد الله صالح أم عبد ربه منصور هادي دليلا قاطعاً بشأن التدخل إذ أعلنت الحكومة اليمنية عدة مرات عن اعتقالها لجواسيس إيرانيين ولم تقدم أي منهم لمحاكمة علنية أو تعلن أسمائهم وعندما ظهرت مطالبات تقديمهم للعلن، أعلنت الحكومة اليمنية أنه تم الإفراج عنهم وليست المرة الأولى التي تلجأ فيها الحكومة اليمنية لإتهام أطراف خارجية للتغطية على فشلها ومحاولة «حفظ ماء الوجه»
و اتهمت السلطات اليمنية إيران مجدداً بانها تدعم مخطط خارجي لإرباك لجنة الحوار الوطني عن طريق خلط الأوراق وتنظيم فعاليات في صعدة شمالا والجنوب لإعاقة التحركات الرامية لانعقاد مؤتمر الحوار الوطني 
أعلنت الحكومة اليمنية عن ضبطها لسفينة إيرانية تحمل صواريخ ومضادات للطائرات وأجهزة رؤية ليلية صرحت الحكومة أنها كانت متجهة لجماعة الحوثيين  وقدمت اليمن طلباً لمجلس أمن الأمم المتحدة للتحقيق حول الحادثة 
وبقي موقف طهران على ماهو عليه منذ 2009 وهو الإستمرار في النفي. ولمنظري وقادة الجماعة مواقف متصالحة مع إيران بشكل عام ومتوافقة مع سياستها الخارجية بشأن الكثير من القضايا والملفات في المنطقة العربية  وأُتهمت طهران كذلك من ناشطين مدنيين بدعم الحوثيين عسكرياً وسياسياً وعزوا رفض الجماعة ترك السلاح والانخراط في العمل السلمي إلى إيران 

### انقلاب الحوثيون
كانت إيران هي الدولة الوحيدة التي أعترفت بانقلاب الحوثيون الذي نفذ بمساعدة قوات علي عبد الله صالح، ولا تعترف بشرعية الرئيس عبد ربه منصور هادي.